# Matthias Wendland
Matthias Wendland (* 1975) ist ein deutscher Rechtswissenschaftler. Er ist Universitätsprofessor für Wirtschaftsrecht, Recht der Künstlichen Intelligenz und Legal Tech am Institut für Unternehmensrecht und Internationales Wirtschaftsrecht der Karl-Franzens-Universität Graz. Seit 2023 ist er an der Carl von Ossietzky Universität Oldenburg als Professor für Bürgerliches Recht und Recht der digitalen Transformation tätig.

## Leben
Er studierte Rechtswissenschaften an der Humboldt-Universität zu Berlin und an der Katholieke Universiteit Leuven. Nach dem Masterabschluss (LL.M.) an der Harvard Law School wurde er an der Juristischen Fakultät der Universität München promoviert und habilitierte sich dort. Seit 2020 ist er Universitätsprofessor am Institut für Unternehmensrecht und Internationales Wirtschaftsrecht der Universität Graz.
Seine Forschungsschwerpunkte sind bürgerliches Recht, Zivilverfahrensrecht, Internationales Privatrecht, Rechtsvergleichung sowie Rechtsphilosophie und Rechtssoziologie, Recht der Digitalisierung, insbesondere Recht der Künstlichen Intelligenz, Algorithmenhaftung, Big Smart Data und Datenschutzrecht.

## Schriften (Auswahl)
- Mediation und Zivilprozess. Dogmatische Grundlagen einer allgemeinen Konfliktbehandlungslehre. Tübingen 2017, ISBN 3-16-154129-4.
- Vertragsfreiheit und Vertragsgerechtigkeit. Subjektive und objektive Gestaltungskräfte im Privatrecht am Beispiel der Inhaltskontrolle Allgemeiner Geschäftsbedingungen im unternehmerischen Geschäftsverkehr. Tübingen 2019, ISBN 978-3-16-154817-8.
- mit Matthias Weller (Hg.): Digital Single Market. Bausteine eines digitalen Binnenmarktes. Tübingen 2019, ISBN 3-16-157045-6.